# Зече-Хотаре
Зече-Хотаре (рум. Zece Hotare) — село у повіті Біхор в Румунії. Входить до складу комуни Шункуюш.
Село розташоване на відстані 391 км на північний захід від Бухареста, 46 км на південний схід від Ораді, 86 км на захід від Клуж-Напоки.

## Населення
За даними перепису населення 2002 року у селі проживали 498 осіб, усі — румуни. Усі жителі села рідною мовою назвали румунську.